# Алтай Батыр
Алтай Батыр (каз. Алтай батыр, до 2005 г. — Копа) — село в Байганинском районе Актюбинской области Казахстана. Входит в состав Сарытогайского сельского округа. Код КАТО — 153651100.

## Население
В 1999 году население села составляло 1220 человек (631 мужчина и 589 женщин). По данным переписи 2009 года, в селе проживало 1060 человек (555 мужчин и 505 женщин).

## Происхождение название села
Сын Ебески Алтай казахский батыр из рода Ак кете, выходец Младшего Жуза. Отличился доблестью и храбростью при сражениях с Волжскими калмыками и джунгарами которые обосновались в устье Сырдарьи происходившие во времена правления Младшего Жуза Абулхаир ханом в 1723—1726 годах. В 1738 году на берегу реки Кум-Дарья в битве против калмыкского хана Дондук Омбы батыр Алтай возглавил отряд в 2000 воинов который был собран Абулхаиром. В результате военных походов батыр Алтай смог прогнать войска калмыков с устьев Эмбы по ту сторону Урала. Помимо этого в 1736 году Алтай батыр был в составе защитников английского художника Джона Кэстла прибывшего из Российской Империи. В Актюбинской области в районе Байганин совхозу было присвоено имя «Алтай батыр». Также артезианский родник в этом населённом пункте называется «Алтай бұлағы». Деревня батыра Алтай находится неподалёку от реки Эмба.